# El Loro
El Loro: semanario festivo va ser una publicació satírica apareguda a Reus el 1916.

## Història
Era un setmanari bilingüe amb predomini del castellà, i realment va ser un periòdic festiu, com indicava en la seva presentació: "Ya indica el título […] que no hemos de mezclarnos para nada en la cuestión política partidista, lo que no impedirá que nos ocupemos cuando sea el caso de cualquier fracción indistintamente […] pues tenemos unos imperiosos que cumplir con modistas y sastresas".
El seu primer director va ser Genaro Pardell Dosaigües, i a partir del número 2 va ser substituït per Jesús Olivé Brufeu. Hi col·laborà Victorí Agustí. Els textos eren en català i castellà.
Sota la mateixa denominació, entre 1879 i 1885 s'havia publicat a Barcelona el setmanari El Loroː periódico ilustrado joco-serio

## Aspectes tècnics
Tenia 8 pàgines i format foli, s'imprimia a la impremta de J. Vila Sugranyes. La capçalera era tipogràfica, però a partir del número 15 s'il·lustrarà amb una figura que representava un lloro que emmarcava amb una semicircumferència un individu corrent. Van sortir 16 números, del 2 de desembre de 1916 a 18 de març de 1917.

## Localització
- Biblioteca Central Xavier Amorós de Reus.[4]
- Biblioteca del Centre de Lectura de Reus i Biblioteca de Catalunya.[5]